# Meiacanthus kamoharai
Meiacanthus kamoharai és una espècie de peix de la família dels blènnids i de l'ordre dels perciformes.

## Morfologia
- Els mascles poden assolir 6 cm de longitud total.[4][5]

## Alimentació
Menja algues i zooplàncton.

## Reproducció
És ovípar.

## Hàbitat
És un peix marí de clima temperat i associat als esculls de corall.

## Distribució geogràfica
Es troba al sud del Japó.